# Prix Hugo de la meilleure nouvelle courte
Ne doit pas être confondu avec Prix Hugo de la meilleure nouvelle longue.
Le prix Hugo de la meilleure nouvelle courte (Hugo Award for Best Short Story) est un prix littéraire américain décerné chaque année depuis 1955 par les membres de la World Science Fiction Society. Il récompense les œuvres de science-fiction et de fantasy comptant moins de 7 500 mots publiées pendant l'année calendaire précédente.
Le prix Retro Hugo de la meilleure nouvelle courte est attribué 50, 75 ou 100 ans après une année où la Convention mondiale de science-fiction (Worldcon) n'a pas décerné de prix.

## Palmarès
Note : l'année indiquée est celle de la cérémonie, récompensant les nouvelles sorties au cours de l'année précédente. Les gagnants sont cités en premier, suivis par les autres œuvres nommées, classées par ordre d'arrivée dans les votes.
Sauf indication contraire ou complémentaire, les informations mentionnées dans cette section proviennent des sites web du prix Hugo, de la Science Fiction Awards Database et de la New England Science Fiction Association.

### Années 1930

#### 1939
Le prix a été décerné en 2014 dans le cadre des prix Retro Hugo.

Comment nous sommes allés sur Mars (en) (How We Went to Mars) par Arthur C. Clarke
- Hélène O'Loy (Helen O’Loy) par Lester del Rey
- Hollerbochen’s Dilemma par Ray Bradbury
- Hyperpilosity (en) par L. Sprague de Camp
- The Faithful par Lester del Rey

### Années 1940
| Sommaire : | - Haut - 1941 - 1943 - 1944 - 1945 - 1946 |

#### 1941
Le prix a été décerné en 2016 dans le cadre des prix Retro Hugo.

Robbie (Robbie) par Isaac Asimov
- Requiem (Requiem) par Robert A. Heinlein
- Martian Quest par Leigh Brackett
- The Stellar Legion par Leigh Brackett
- Tlön, Uqbar, Orbis Tertius par Jorge Luis Borges

#### 1943
Le prix a été décerné en 2018 dans le cadre des prix Retro Hugo.

Le Twonky (The Twonky) par Catherine Lucille Moore et Henry Kuttner
- Proof par Hal Clement
- Cercle vicieux (Runaround) par Isaac Asimov
- Le Pays qui coule  (The Sunken Land) par Fritz Leiber
- Etaoin Shrdlu par Fredric Brown
- Mimic par Donald A. Wollheim (sous le nom de Martin Pearson)

#### 1944
Le prix a été décerné en 2019 dans le cadre des prix Retro Hugo.

King of the Gray Spaces (AKA R is for Rocket) par Ray Bradbury
- Arrêt de mort (Death Sentence) par Isaac Asimov
- La Porte du temps (Doorway into Time) par Catherine Lucille Moore
- Votre dévoué Jack l'éventreur  (Yours Truly – Jack the Ripper) par Robert Bloch
- Exile par Edmond Hamilton
- Q.U.R. par Anthony Boucher (sous le nom de H. H. Holmes)

#### 1945
Le prix a été décerné en 2020 dans le cadre des prix Retro Hugo.

I, Rocket par Ray Bradbury
- Désertion (Desertion) par Clifford D. Simak
- La Tanière (Huddling Place) par Clifford D. Simak
- Les Marchands (The Wedge) par Isaac Asimov
- Et les dieux rirent (And the Gods Laughed) par Fredric Brown
- Destination Centaure (en) (Far Centaurus) par A. E. van Vogt

#### 1946
Le prix a été décerné en 1996 dans le cadre des prix Retro Hugo.

Le Septième Sens (Uncommon Sense) par Hal Clement
- The Ethical Equations par Murray Leinster
- The Waveries par Fredric Brown
- What You Need par Henry Kuttner et Catherine Lucille Moore (sous le nom de Lewis Padgett)
- Correspondence Course par Raymond F. Jones

### Années 1950
| Sommaire : | - Haut - 1951 - 1954 - 1955 - 1956 - 1958 - 1959 |

#### 1951
Le prix a été décerné en 2001 dans le cadre des prix Retro Hugo.

Pour servir l'homme (To Serve Man) par Damon Knight
- Amoureuse de son bourreau (en) (Coming Attraction) par Fritz Leiber
- Le Journal d'un monstre (Born of Man and Woman) par Richard Matheson
- A Subway Named Mobius par Armin Joseph Deutsch
- The Gnurrs Come from the Voodvork Out par Reginald Bretnor

#### 1954
Le prix a été décerné en 2004 dans le cadre des prix Retro Hugo.

Les Neuf Milliards de noms de Dieu (The Nine Billion Names of God) par Arthur C. Clarke
- C'est vraiment une bonne vie (en) (It's a Good Life) par Jerome Bixby
- Étoile du soir, étoile d'espoir (en) (Star Light, Star Bright) par Alfred Bester
- La Soucoupe de solitude (A Saucer of Loneliness) par Theodore Sturgeon
- La Septième Victime (Seventh Victim) par Robert Sheckley

#### 1955
Allamagoosa (en) par Eric Frank Russell

#### 1956
L'Étoile (The Star) par Arthur C. Clarke
- End as a World par F. L. Wallace (en)
- King of the Hill par James Blish
- Nobody Bothers Gus (en) par Algis Budrys
- The Game of Rat and Dragon (en) par Cordwainer Smith
- The Dragon (en) par Ray Bradbury
- Spy Story par Robert Sheckley
- Twink par Theodore Sturgeon

#### 1958
Et si les huîtres… (en) (Or All the Seas with Oysters) par Avram Davidson

#### 1959
Le Train pour l'Enfer (en) (That Hell-Bound Train) par Robert Bloch
- They've Been Working On... (en) par Anton Lee Baker
- L'Homme qui tua Mahomet (The Men Who Murdered Mohammed) par Alfred Bester
- Triggerman par J. F. Bone
- L'Épave d'un autre monde (The Edge of the Sea) par Algis Budrys
- Avènement sur la chaîne 12 (The Advent on Channel Twelve) par Cyril M. Kornbluth
- Theory of Rocketry par Cyril M. Kornbluth
- Rythme secret (Rump-Titty-Titty-Tum-Tah-Tee) par Fritz Leiber
- Space to Swing a Cat par Stanley Mullen
- Nine Yards of Other Cloth (en) par Manly Wade Wellman

### Années 1960
| Sommaire : | - Haut - 1960 - 1961 - 1962 - 1963 - 1964 - 1965 - 1966 - 1967 - 1968 - 1969 |

#### 1960
Des fleurs pour Algernon (Flowers for Algernon) par Daniel Keyes
- L'Homme des allées (en) (The Alley Man) par Philip José Farmer
- Le Compensateur (en) (The Pi Man) par Alfred Bester
- L'Homme qui a perdu la mer (en) (The Man Who Lost the Sea) par Theodore Sturgeon
- Cat and Mouse par Ralph Williams

#### 1961
Long cours (en) (The Longest Voyage) par Poul Anderson
- The Lost Kafoozalum par Pauline Ashwell (en)
- Le Frère de ma sœur (Open to Me, My Sister) par Philip José Farmer
- Amour, impair et manque (Need) par Theodore Sturgeon

#### 1962
Le Monde vert (Hothouse) par Brian Aldiss
- Monument (en) par Lloyd Biggle, Jr.
- Scylla's Daughter par Fritz Leiber
- Status Quo par Mack Reynolds
- Lion Loose par James H. Schmitz

#### 1963
Les Maîtres des dragons (en) (The Dragon Masters) par Jack Vance
- Myrrha (Myrrha) par Gary Jennings
- Le Graal hérétique (en) (The Unholy Grail) par Fritz Leiber
- L'Amour et la mort (When You Care, When You Love) par Theodore Sturgeon
- Où est-il donc, l'oiseau de feu ? (Where Is the Bird of Fire?) par Thomas Burnett Swann

#### 1964
Pas de trêve avec les rois ! (No Truce With Kings) par Poul Anderson
- Code Three par Rick Raphael
- Une rose pour l'ecclésiaste (A Rose for Ecclesiastes) par Roger Zelazny
- Sauvage Pellucidar (Savage Pellucidar) par Edgar Rice Burroughs

#### 1965
Pour quelle guerre (en) (Soldier, Ask Not) par Gordon R. Dickson
- Once a Cop par Rick Raphael
- Petit chien perdu (Little Dog Gone) par Robert F. Young

#### 1966
« Repens-toi, Arlequin » dit Monsieur Tic-Tac ("Repent, Harlequin!" Said the Ticktockman) par Harlan Ellison
- Corsaire de l'espace (Marque and Reprisal) par Poul Anderson
- Le Jour du grand cri (Day of the Great Shout) par Philip José Farmer
- L'Embarcadère des étoiles (Stardock) par Fritz Leiber
- Les Portes de son visage, les lampes de sa bouche (en) (The Doors of His Face, The Lamps of His Mouth) par Roger Zelazny

#### 1967
L'Étoile invisible (en) (Neutron Star) par Larry Niven
- Un homme dans son temps (Man In His Time) par Brian Aldiss
- Delusions for a Dragon Slayer par Harlan Ellison
- Rat Race par Raymond F. Jones
- The Secret Place par Richard McKenna
- Monsieur plaisantin (Mr. Jester) par Fred Saberhagen
- Lumière des jours enfuis (en) (Light of Other Days) par Bob Shaw
- Que vienne le pouvoir (Comes Now the Power) par Roger Zelazny

#### 1968
Je n'ai pas de bouche et il faut que je crie (I Have No Mouth, and I Must Scream) par Harlan Ellison
- L'Homme-puzzle (en) (The Jigsaw Man) par Larry Niven
- …et pour toujours Gomorrhe (Aye, and Gomorrah…) par Samuel R. Delany

#### 1969
La Bête qui criait amour au cœur du monde (The Beast that Shouted Love at the Heart of the World) par Harlan Ellison
- All the Myriad Ways par Larry Niven
- La Danse des Trois et du Changeur de vie (The Dance of the Changer and the Three) par Terry Carr
- The Steiger Effect par Betsy Curtis
- Masques (Masks) par Damon Knight

### Années 1970
| Sommaire : | - Haut - 1970 - 1971 - 1972 - 1973 - 1974 - 1975 - 1976 - 1977 - 1978 - 1979 |

#### 1970
Le Temps considéré comme une hélice de pierres semi-précieuses (Time Considered as a Helix of Semi-Precious Stones) par Samuel R. Delany
- Passagers (Passengers) par Robert Silverberg
- La Fin des magiciens (Not Long Before the End) par Larry Niven
- Les Enfouis de Regeln (Deeper than the Darkness) par Gregory Benford
- Le Roi de Nivôse (Winter's King) par Ursula K. Le Guin

#### 1971
Sculpture lente (Slow Sculpture) par Theodore Sturgeon
- La Suite au prochain rocher (Continued on Next Rock) par R. A. Lafferty
- Jean Duprès par Gordon R. Dickson
- À la queue ! (In the Queue) par Keith Laumer
- Flic de fer (Brillo) par Ben Bova et Harlan Ellison

#### 1972
Lune inconstante (en) (Inconstant Moon) par Larry Niven
- Plus vaste qu'un empire (en) (Vaster than Empires and More Slow) par Ursula K. Le Guin
- La Terre d'automne (The Autumn Land) par Clifford D. Simak
- The Bear with the Knot on His Tail par Stephen Tall (en)
- Sky par R. A. Lafferty
- La Guerre à finir toutes les guerres (All the Last Wars at Once) par George Alec Effinger

#### 1973
La Mère d'Eurema (Eurema's Dam) par R. A. Lafferty et La Réunion (en) (The Meeting) par Frederik Pohl et Cyril M. Kornbluth (ex æquo)
- Quand on est allés voir la fin du monde (When We Went to See the End of the World) par Robert Silverberg
- Je me suis éveillé sur le flanc froid de la colline (en) (And I Awoke and Found Me Here on the Cold Hill's Side) par James Tiptree, Jr
- Lorsque tout changea (When It Changed) par Joanna Russ

#### 1974
Ceux qui partent d'Omelas (The Ones Who Walk Away from Omelas) par Ursula K. Le Guin
- Au matin tombe la brume (With Morning Comes Mistfall) par George R. R. Martin
- Les Bousilleurs du cosmos (Construction Shack) par Clifford D. Simak
- Wings par Vonda N. McIntyre

#### 1975
Rencontre avec un trou noir (en) (The Hole Man) par Larry Niven
- The Four-Hour Fugue (en) par Alfred Bester
- Odyssée sur Cathadonie (Cathadonian Odyssey) par Michael Bishop
- À la veille de la Révolution (The Day Before the Revolution) par Ursula K. Le Guin
- Schwartz et les Galaxies (Schwartz Between the Galaxies) par Robert Silverberg

#### 1976
Dernier zeppelin pour cet univers (en) (Catch That Zeppelin!) par Fritz Leiber
- Croatoan (en) (Croatoan) par Harlan Ellison
- Child of All Ages par P. J. Plauger (en)
- Sail the Tide of Mourning par Richard A. Lupoff
- La Tomate vagabonde (Rogue Tomato) par Michael Bishop
- Faire Lennon (Doing Lennon) par Gregory Benford

#### 1977
Tricentenaire (Tricentennial) par Joe Haldeman
- Une foule d'ombres (A Crowd of Shadows) par Charles L. Grant
- Je te vois (I See You) par Damon Knight
- Custom Fitting par James White

#### 1978
Jeffty, cinq ans (en) (Jeffty Is Five) par Harlan Ellison
- Raid aérien (Air Raid) par John Varley (sous le nom de Herb Boehm)
- Dog Day Evening par Spider Robinson
- Lauralyn par Randall Garrett
- Le Partage du temps (Time-Sharing Angel) par James Tiptree, Jr

#### 1979
Cassandre (en) (Cassandra) par C. J. Cherryh
- Écoute l'horloge sonner le temps (Count the Clock that Tells the Time) par Harlan Ellison
- Depuis des hauteurs impensables (View From a Height) par Joan D. Vinge
- Chant de pierre (Stone) par Edward Bryant
- La Machine à voyager très lentement dans le temps (The Very Slow Time Machine) par Ian Watson

### Années 1980
| Sommaire : | - Haut - 1980 - 1981 - 1982 - 1983 - 1984 - 1985 - 1986 - 1987 - 1988 - 1989 |

#### 1980
Par la croix et le dragon (The Way of Cross and Dragon) par George R. R. Martin
- Sonate sans accompagnement (en) (Unaccompanied Sonata) par Orson Scott Card
- Can These Bones Live? par Ted Reynolds (en)
- giANTS (en) par Edward Bryant
- Marguerite au soleil (Daisy, In the Sun) par Connie Willis

#### 1981
La Grotte des cerfs qui dansent (en) (Grotto of the Dancing Deer) par Clifford D. Simak
- Notre-Dame des Sauropodes (Our Lady of the Sauropods) par Robert Silverberg
- Spidersong par Susan C. Petry
- Cold Hands par Jeff Duntemann
- Guardian par Jeff Duntemann

#### 1982
Passe le temps (The Pusher) par John Varley
- La Femme qu'aimait la licorne (en) (The Woman the Unicorn Loved) par Gene Wolfe
- Diffère quelque temps ton bonheur céleste… (Absent Thee from Felicity Awhile) par S. P. Somtow
- The Quiet par George Guthridge (en)

#### 1983
Les éléphants sont mélancoliques (en) (Melancholy Elephants) par Spider Robinson
- Sur (Sur) par Ursula K. Le Guin
- L'Homme-grenouille qui plongea dans l'Eternité (The Boy Who Waterskied to Forever) par James Tiptree, Jr
- Rose l'Aragne (Spider Rose) par Bruce Sterling
- Ike at the Mike par Howard Waldrop

#### 1984
Speech Sounds par Octavia E. Butler
- Servant of the People par Frederik Pohl
- The Geometry of Narrative par Hilbert Schenck (en)
- Apaisement (The Peacemaker) par Gardner R. Dozois
- Wong's Lost and Found Emporium par William F. Wu

#### 1985
Les Sphères de cristal (en) (The Crystal Spheres) par David Brin
- The Aliens Who Knew, I Mean, Everything par George Alec Effinger
- Symphony for a Lost Traveler par Lee Killough (en)
- Salvador (Salvador) par Lucius Shepard
- Randonnée sur les crêtes (Ridge Running) par Kim Stanley Robinson
- Rory par Steven Gould

#### 1986
Un hiver pour Fermi (en) (Fermi and Frost) par Frederik Pohl
- Flying Saucer Rock & Roll par Howard Waldrop
- La Neige (en) (Snow) par John Crowley
- Dinner in Audoghast par Bruce Sterling
- Hong's Bluff par William F. Wu

#### 1987
Tangentes (en) (Tangents) par Greg Bear
- Le Robot qui rêvait (Robot Dreams) par Isaac Asimov
- Le Garçon qui tressait les crinières (The Boy Who Plaited Manes) par Nancy Springer
- Nature morte (Still Life) par David S. Garnett (en)
- Un rat à New York (en) (Rat) par James Patrick Kelly

#### 1988
Mes nuits chez Harry (en) (Why I Left Harry's All-Night Hamburgers) par Lawrence Watt-Evans (en)
- À toi pour toujours, Anna (Forever Yours, Anna) par Kate Wilhelm
- Tombent les anges (Angel) par Pat Cadigan
- La Nuit des tortues (Night of the Cooters) par Howard Waldrop
- The Faithful Companion at Forty par Karen Joy Fowler
- Cassandra's Photographs par Lisa Goldstein

#### 1989
Kirinyaga (en) (Kirinyaga) par Mike Resnick
- L'Épidémie de générosité (The Giving Plague) par David Brin
- Quelques rides sur la mer de Dirac (Ripples in the Dirac Sea) par Geoffrey A. Landis
- Tchernobyl ma douleur (en) (Our Neural Chernobyl) par Bruce Sterling
- Stable Strategies for Middle Management (en) par Eileen Gunn
- The Fort Moxie Branch par Jack McDevitt

### Années 1990
| Sommaire : | - Haut - 1990 - 1991 - 1992 - 1993 - 1994 - 1995 - 1996 - 1997 - 1998 - 1999 |

#### 1990
Nibards (Boobs) par Suzy McKee Charnas
- Enfants perdus (en) (Lost Boys) par Orson Scott Card
- Computer Friendly par Eileen Gunn
- The Return of William Proxmire (en) par Larry Niven
- Le Bord du monde (The Edge of the World) par Michael Swanwick
- Dori Bangs par Bruce Sterling

#### 1991
Les Ours découvrent le feu (en) (Bears Discover Fire) par Terry Bisson
- Cibola (Cibola) par Connie Willis
- Godspeed par Charles Sheffield
- The Utility Man par Robert Reed
- VRM-547 par W. R. Thompson

#### 1992
Marche au soleil (en) (A Walk in the Sun) par Geoffrey A. Landis
- Une matinée parfaite, en compagnie de chacals (One Perfect Morning, With Jackals) par Mike Resnick
- À la fin du Crétacé (In the Late Cretaceous) par Connie Willis
- Winter Solstice par Mike Resnick
- Choisissez Anne (Press Ann) par Terry Bisson
- Buffalo par John Kessel
- Dog's Life par Martha Soukup

#### 1993
Même Sa Majesté (en) (Even the Queen) par Connie Willis
- La montagne ira à Mahomet (The Mountain to Mohammed) par Nancy Kress
- Le Lotus et la Lance (The Lotus and the Spear) par Mike Resnick
- L'Emplacement arbitraire des murs (The Arbitrary Placement of Walls) par Martha Soukup
- The Winterberry par Nicholas A. DiChario

#### 1994
Morts sur le Nil (Death on the Nile) par Connie Willis
- Mwalimu et la quadrature du cercle (Mwalimu in the Squared Circle) par Mike Resnick
- The Story So Far par Martha Soukup
- The Good Pup par Bridget McKenna
- L'Angleterre lève l'ancre (England Underway) par Terry Bisson

#### 1995
Pas si aveugle (en) (None So Blind) par Joe Haldeman
- I Know What You're Thinking par Kate Wilhelm
- L'Exil de Barnabé (Barnaby in Exile) par Mike Resnick
- Le Virage de l'homme mort (Dead Man's Curve) par Terry Bisson
- Understanding Entropy par Barry N. Malzberg
- Mrs. Lincoln's China par M. Shayne Bell (en)

#### 1996
The Lincoln Train (en) par Maureen F. McHugh
- A Birthday par Esther M. Friesner
- Téléabsence (TeleAbsence) par Michael A. Burstein (en)
- Life on the Moon par Tony Daniel
- Walking Out par Michael Swanwick

#### 1997
The Soul Selects Her Own Society : Invasion and Repulsion: A Chronological Reinterpretation of Two of Emily Dickinson's Poems: A Wellsian Perspective (en) par Connie Willis
- Un-Birthday Boy par James White
- La Vie des morts (The Dead) par Michael Swanwick
- Décence (Decency) par Robert Reed
- Disparus (Gone) par John Crowley

#### 1998
Les Quarante-trois Dynasties d'Antarès (en) (The 43 Antarean Dynasties) par Mike Resnick
- Cordélia (Itsy Bitsy Spider) par James Patrick Kelly
- Pas d'étoile qui frappe (No Planets Strike) par Gene Wolfe
- Ce qu'une main donne… (The Hand You're Dealt) par Robert J. Sawyer
- Standing Room Only par Karen Joy Fowler
- Beluthahatchie par Andy Duncan

#### 1999
Le Pouls brutal de la machine (en) (The Very Pulse of the Machine) par Michael Swanwick
- Maneki Neko (Maneki Neko) par Bruce Sterling
- Radiant Doors (en) par Michael Swanwick
- Wild Minds (en) par Michael Swanwick
- Cosmic Corkscrew par Michael A. Burstein (en)
- Whiptail par Robert Reed

### Années 2000
| Sommaire : | - Haut - 2000 - 2001 - 2002 - 2003 - 2004 - 2005 - 2006 - 2007 - 2008 - 2009 |

#### 2000
Scherzo avec tyranosaure (en) (Scherzo with Tyrannosaur) par Michael Swanwick
- Ancient Engines (en) par Michael Swanwick
- Fleurs de serre (Hothouse Flowers) par Mike Resnick
- Meucs (en) (macs) par Terry Bisson
- Sarajevo par Nicholas A. DiChario

#### 2001
Obscurités multiples (Different Kinds of Darkness) par David Langford
- Kaddish for the Last Survivor par Michael A. Burstein (en)
- Chasse au clair de lune (Moon Dogs) par Michael Swanwick
- Les Éléphants de Neptune (The Elephants on Neptune) par Mike Resnick
- The Gravity Mine par Stephen Baxter

#### 2002
Tout sauf un chien (en) (The Dog Said Bow-Wow) par Michael Swanwick
- Les Os de la terre  (The Bones of the Earth) par Ursula K. Le Guin
- Old MacDonald Had a Farm (en) par Mike Resnick
- The Ghost Pit (en) par Stephen Baxter
- Spaceships par Michael A. Burstein (en)

#### 2003
Falling Onto Mars (en) par Geoffrey A. Landis
- 'Hello,' Said the Stick (en) par Michael Swanwick
- The Little Cat Laughed to See Such Sport par Michael Swanwick
- Création (Creation) par Jeffrey Ford
- Lambing Season (en) par Molly Gloss

#### 2004
Une étude en vert (A Study in Emerald) par Neil Gaiman
- Paying It Forward (en) par Michael A. Burstein (en)
- Robots Don't Cry par Mike Resnick
- Quatre courts romans (Four Short Novels) par Joe Haldeman
- L'Histoire de l’aigle royal (The Tale of the Golden Eagle) par David D. Levine

#### 2005
Voyages avec mes chats (en) (Travels with My Cats) par Mike Resnick
- The Best Christmas Ever par James Patrick Kelly
- A Princess of Earth par Mike Resnick
- Shed Skin par Robert J. Sawyer
- Decisions par Michael A. Burstein (en)

#### 2006
Tk'tk'tk (en) par David D. Levine
- Seventy-Five Years par Michael A. Burstein (en)
- The Clockwork Atom Bomb (en) par Dominic Green (en)
- Singing My Sister Down (en) par Margo Lanagan
- Rue de la mémoire qui flanche (Down Memory Lane) par Mike Resnick

#### 2007
Rêves impossibles (en) (Impossible Dreams) par Tim Pratt (en)
- Comment parler aux filles pendant les fêtes (en) (How to Talk to Girls at Parties) par Neil Gaiman
- Eight Episodes (en) par Robert Reed
- Kin (en) par Bruce McAllister (en)
- La Maison derrière le ciel (en) (The House Beyond Your Sky) par Benjamin Rosenbaum (en)

#### 2008
Ligne de marée (en) (Tideline) par Elizabeth Bear
- A Small Room in Koboldtown par Michael Swanwick
- Last Contact (en) par Stephen Baxter
- Qui a peur de Wolf 359 ? (en) (Who's Afraid of Wolf 359?) par Ken MacLeod
- Distant Replay (en) par Mike Resnick

#### 2009
Expiration (Exhalation) par Ted Chiang
- 26 Monkeys, Also the Abyss (en) par Kij Johnson
- From Babel's Fall'n Glory We Fled (en) par Michael Swanwick
- Evil Robot Monkey (en) par Mary Robinette Kowal
- Article of Faith par Mike Resnick

### Années 2010
| Sommaire : | - Haut - 2010 - 2011 - 2012 - 2013 - 2014 - 2015 - 2016 - 2017 - 2018 - 2019 |

#### 2010
Lunes de gel (en) (Bridesicle) par Will McIntosh
- La Fiancée de Frankenstein (The Bride of Frankenstein) par Mike Resnick
- Non-Zero Probabilities par N. K. Jemisin
- Mêlée (en) (Spar) par Kij Johnson
- The Moment par Lawrence M. Schoen (en)

#### 2011
For Want of a Nail par Mary Robinette Kowal
- Amaryllis par Carrie Vaughn
- La Chose (The Things) par Peter Watts
- Poneys (en) (Ponies) par Kij Johnson

#### 2012
La Ménagerie de papier (The Paper Menagerie) par Ken Liu
- The Cartographer Wasps and the Anarchist Bees par E. Lily Yu (en)
- Retour à la maison (The Homecoming) par Mike Resnick
- Movement par Nancy Fulda (en)
- Shadow War of the Night Dragons, Book One: The Dead City (Prologue) par John Scalzi

#### 2013
Mono no Aware (Mono no Aware) par Ken Liu
- Immersion (Immersion) par Aliette de Bodard
- Mantis Wives par Kij Johnson

#### 2014
The Water That Falls on You from Nowhere (en) par John Chu (en)
- Les histoires de selkies sont pour les losers (en) (Selkie Stories Are for Losers) par Sofia Samatar
- If You Were a Dinosaur, My Love (en) par Rachel Swirsky (en)
- The Ink Readers of Doi Saket par Thomas Olde Heuvelt

#### 2015
Le prix n'a pas été attribué.
- Totaled par Kary English
- A Single Samurai par Steven Diamond
- Turncoat par Steve Rzasa
- On a Spiritual Plain par Lou Antonelli (en)
- The Parliament of Beasts and Birds par John C. Wright

#### 2016
Des photos de chats, SVP (en) (Cat Pictures Please) par Naomi Kritzer (en)
- Space Raptor Butt Invasion par Chuck Tingle
- Asymmetrical Warfare par S. R. Algernon
- Seven Kill Tiger par Charles Shao
- If You Were an Award, My Love par Juan Tabo et S. Harris

#### 2017
Seasons of Glass and Iron (en) par Amal El-Mohtar
- The City Born Great par N. K. Jemisin
- That Game We Played During the War par Carrie Vaughn
- A Fist of Permutations in Lightning and Wildflowers par Alyssa Wong (en)
- Our Talons Can Crush Galaxies par Brooke Bolander (en)
- An Unimaginable Light par John C. Wright

#### 2018
Welcome to your Authentic Indian Experience™ par Rebecca Roanhorse
- Fandom for Robots (en) par Vina Jie-Min Prasad (en)
- L'Obélisque martien (The Martian Obelisk) par Linda Nagata
- Sun, Moon, Dust (en) par Ursula Vernon
- Carnival Nine par Caroline M. Yoachim
- Clearly Lettered in a Mostly Steady Hand par Fran Wilde (en)

#### 2019
Guide sorcier de l'évasion : Atlas pratique des contrées réelles et imaginaires (A Witch’s Guide to Escape: A Practical Compendium of Portal Fantasies) par Alix E. Harrow
- The Secret Lives of the Nine Negro Teeth of George Washington (en) par P. Djèlí Clark
- The Rose MacGregor Drinking and Admiration Society par T. Kingfisher
- STET (en) par Sarah Gailey (en)
- The Court Magician par Sarah Pinsker
- The Tale of the Three Beautiful Raptor Sisters, and the Prince Who Was Made of Meat (en) par Brooke Bolander (en)

### Années 2020
| Sommaire : | - Haut - 2020 - 2021 - 2022 - 2023 - 2024 - 2025 |

#### 2020
As the Last I May Know par S. L. Huang
- Do Not Look Back, My Lion par Alix E. Harrow
- And Now His Lordship Is Laughing par Shiv Ramdas
- A Catalog of Storms par Fran Wilde (en)
- Soif de sang (Blood Is Another Word for Hunger) par Rivers Solomon
- Ten Excerpts from an Annotated Bibliography on the Cannibal Women of Ratnabar Island par Nibedita Sen

#### 2021
Metal Like Blood in the Dark par T. Kingfisher
- Little Free Library par Naomi Kritzer (en)
- A Guide for Working Breeds par Vina Jie-Min Prasad (en)
- Open House on Haunted Hill par John Wiswell
- The Mermaid Astronaut par Yoon Ha Lee
- Badass Moms in the Zombie Apocalypse par Rae Carson

#### 2022
Where Oaken Hearts Do Gather par Sarah Pinsker
- Mr. Death par Alix E. Harrow
- Unknown Number par Blue Neustifter
- Proof by Induction par José Pablo Iriarte (en)
- The Sin of America par Catherynne M. Valente
- Tangles par Seanan McGuire

#### 2023
Rabbit Test par Samantha Mills
- D.I.Y par John Wiswell (en)
- Zhurong on Mars par Regina Kanyu Wang (en)
- Resurrection par Ren Qing (traduction de 还魂 par Blake Stone-Banks)
- The White Cliff par Lu Ban
- On the Razor’s Edge par Jiang Bo

#### 2024
Better Living Through Algorithms par Naomi Kritzer (en)
- How to Raise a Kraken in Your Bathtub par P. Djèlí Clark
- The Mausoleum’s Children par Aliette de Bodard
- The Sound of Children Screaming par Rachael K. Jones
- Tasting the Future Delicacy Three Times par Baoshu (en)
- Answerless Journey par Han Song (traduction de 没有答案的航程 par Alex Woodend)

#### 2025
Stitched to Skin Like Family Is par Nghi Vo
- Five Views of the Planet Tartarus par Rachael K. Jones
- Why Don’t We Just Kill the Kid in the Omelas Hole par Isabel J. Kim (en)
- Marginalia par Mary Robinette Kowal
- Three Faces of a Beheading par Arkady Martine
- We Will Teach You How to Read  par Caroline M. Yoachim (en)

## Statistiques
De 1955 à 2025, 69 prix Hugo de la meilleure nouvelle courte ont été remis lors des 68 cérémonies. Il y a eu un ex æquo une année (1973) et le prix n'a pas été attribué une année (2015). 8 Retro Hugo de la meilleure nouvelle courte ont également été décernés lors des 8 cérémonies qui ont eu lieu. Au total, il y a eu 78 récipiendaires car une nouvelle courte récompensée a été coécrite par deux auteurs.

### Par auteurs
Les plus récompensés
- 4 prix : Harlan Ellison
- 3 prix : Arthur C. Clarke, Larry Niven, Mike Resnick, Michael Swanwick, Connie Willis
- 2 prix : Poul Anderson, Ray Bradbury, Joe Haldeman, Geoffrey A. Landis, Ken Liu, Frederik Pohl

Les plus nommés
- 18 nominations : Mike Resnick
- 14 nominations : Michael Swanwick
- 8 nominations : Harlan Ellison
- 7 nominations : Michael A. Burstein (en), Fritz Leiber, Larry Niven
- 6 nominations : Ursula K. Le Guin, Theodore Sturgeon, Connie Willis
- 5 nominations : Isaac Asimov, Terry Bisson, Clifford D. Simak, Bruce Sterling
- 4 nominations : Alfred Bester, Ray Bradbury, P. Djèlí Clark, Kij Johnson, Robert Reed, Robert Silverberg

### Par pays
- 67 prix : États-Unis
- 7 prix : Royaume-Uni
- 2 prix : Canada, Chine